# Lijst van droogmakerijen in Noord-Holland
Lijst van Noord-Hollandse droogmakerijen bevat een (incomplete) lijst van droogmakerijen die zich bevinden in Noord-Holland.

## Lijst
- Achtermeer
- Anna Paulownapolder
- Beemster
- Bergermeer
- Bijlmermeer
- Egmondermeer
- Haarlemmermeer
- Heerhugowaard
- Kooimeer
- Lutkemeer
- Naardermeer (nadien weer water geworden)
- Ookmeer
- Oude Meer
- Purmer
- Schermer
- Spieringmeer
- Starnmeer
- Watergraafsmeer
- Wieringermeer
- Wieringerwaard
- Wijdewormer
- Wijkermeer
- IJ
- Zijpe